# Kanton Saint-Mihiel
Saint-Mihiel is een kanton van het Franse departement Meuse. Het kanton maakt deel uit van het arrondissement Commercy.

## Geschiedenis
Bij toepassing van het decreet van 17 februari 2014 werd op 22 maart 2015 het aangrenzende kanton Vigneulles-lès-Hattonchâtel opgeheven en de gemeentes werden toegevoegd aan het kanton Saint-Mihiel. Hierdoor nam het aantal gemeenten in het kanton toe van 20 naar 34.

## Gemeenten
Het kanton Saint-Mihiel omvat de volgende gemeenten:
- Apremont-la-Forêt
- Beney-en-Woëvre
- Bislée
- Bouconville-sur-Madt
- Broussey-Raulecourt
- Buxières-sous-les-Côtes
- Chaillon
- Chauvoncourt
- Dompierre-aux-Bois
- Han-sur-Meuse
- Heudicourt-sous-les-Côtes
- Jonville-en-Woëvre
- Lachaussée
- Lacroix-sur-Meuse
- Lahayville
- Lamorville
- Loupmont
- Maizey
- Montsec
- Nonsard-Lamarche
- Les Paroches
- Rambucourt
- Ranzières
- Richecourt
- Rouvrois-sur-Meuse
- Saint-Maurice-sous-les-Côtes
- Saint-Mihiel
- Seuzey
- Troyon
- Valbois
- Varnéville
- Vaux-lès-Palameix
- Vigneulles-lès-Hattonchâtel
- Xivray-et-Marvoisin